# Евеліна Прушко
Евеліна Прушко (пол. Ewelina Pruszko; нар. 3 квітня 1978, Вроцлав, Нижньосілезьке воєводство) — польська борчиня вільного стилю, срібна призерка чемпіонату світу, чемпіонка, срібна та бронзова призерка чемпіонатів Європи.

## Життєпис
Боротьбою почала займатися з 1995 року. Перший тренер: Єжи Адамек. У 1995 році завоювала бронзову медаль чемпіонату Європи серед юніорів. З 1996 по 1998 тричі поспіль ставала на цих же змаганнях чемпіонкою. У 1998 році здобула також титул чемпіонки світу серед юніорів.
Виступала за борцівський клуб «Гвардія» Варшава. Тренери — Кшиштоф Войтовець, Ян Годлевський, Томаш Рибарський.
У 1997 році закінчила Текстильний технікум у Варшаві. Навчалася в Університеті фізичного виховання в Ґожув-Велькопольському.

## Спортивні результати на міжнародних змаганнях

### Виступи на Чемпіонатах світу
| Змагання                        | Збірна | Вагова категорія          | Місце  |
| ------------------------------- | ------ | ------------------------- | ------ |
| Чемпіонат світу з боротьби 1998 | Польща | жіноча боротьба, до 68 кг | 5      |
| Чемпіонат світу з боротьби 1999 | Польща | жіноча боротьба, до 68 кг | 6      |
| Чемпіонат світу з боротьби 2000 | Польща | жіноча боротьба, до 68 кг | 9      |
| Чемпіонат світу з боротьби 2002 | Польща | жіноча боротьба, до 67 кг | 4      |
| Чемпіонат світу з боротьби 2003 | Польща | жіноча боротьба, до 67 кг | Срібло |

### Виступи на Чемпіонатах Європи
| Змагання                         | Збірна | Вагова категорія          | Місце  |
| -------------------------------- | ------ | ------------------------- | ------ |
| Чемпіонат Європи з боротьби 1996 | Польща | жіноча боротьба, до 70 кг | 5      |
| Чемпіонат Європи з боротьби 1998 | Польща | жіноча боротьба, до 68 кг | Золото |
| Чемпіонат Європи з боротьби 1999 | Польща | жіноча боротьба, до 68 кг | Срібло |
| Чемпіонат Європи з боротьби 2000 | Польща | жіноча боротьба, до 68 кг | 7      |
| Чемпіонат Європи з боротьби 2002 | Польща | жіноча боротьба, до 67 кг | 4      |
| Чемпіонат Європи з боротьби 2003 | Польща | жіноча боротьба, до 67 кг | Бронза |
| Чемпіонат Європи з боротьби 2004 | Польща | жіноча боротьба, до 67 кг | 4      |

### Виступи на інших змаганнях
| Змагання                                                     | Збірна | Вагова категорія          | Місце  |
| ------------------------------------------------------------ | ------ | ------------------------- | ------ |
| Austrian Ladies Open 1997                                    | Польща | жіноча боротьба, до 75 кг | Золото |
| Austrian Ladies Open 2002                                    | Польща | жіноча боротьба, до 63 кг | Срібло |
| Klippan Lady Open 2003                                       | Польща | жіноча боротьба, до 67 кг | Золото |
| Austrian Ladies Open 2003                                    | Польща | жіноча боротьба, до 63 кг | 4      |
| Тестовий турнір FILA 2004                                    | Польща | жіноча боротьба, до 63 кг | 5      |
| Олімпійський кваліфікаційний турнір з боротьби 2004 (Мадрид) | Польща | жіноча боротьба, до 63 кг | 6      |

### Виступи на змаганнях молодших вікових груп
| Змагання                                       | Збірна | Вагова категорія          | Місце  |
| ---------------------------------------------- | ------ | ------------------------- | ------ |
| Чемпіонат Європи з боротьби серед юніорів 1995 | Польща | жіноча боротьба, до 65 кг | Бронза |
| Чемпіонат Європи з боротьби серед юніорів 1996 | Польща | жіноча боротьба, до 70 кг | Золото |
| Чемпіонат Європи з боротьби серед юніорів 1997 | Польща | жіноча боротьба, до 68 кг | Золото |
| Чемпіонат Європи з боротьби серед юніорів 1998 | Польща | жіноча боротьба, до 68 кг | Золото |
| Чемпіонат світу з боротьби серед юніорів 1998  | Польща | жіноча боротьба, до 68 кг | Золото |